# Christina piercing

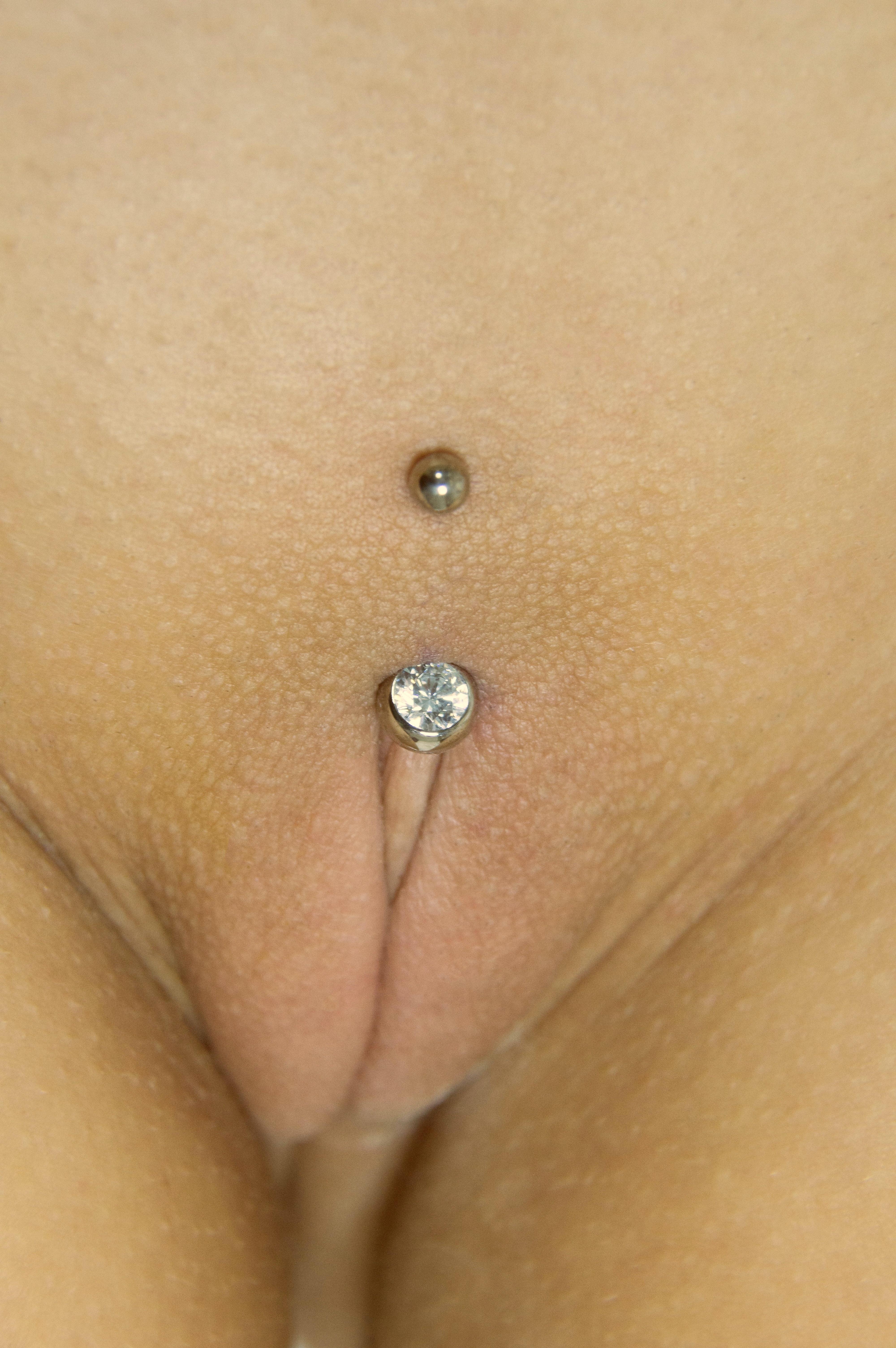
Christina piercing

Christina piercing, též označovaný jako Venušin piercing, je genitální piercing. Provádí se v místě, kde se stýkají velké stydké pysky, pod stydkým pahorkem. Christina piercing je závislý na individuální anatomii; má vysokou míru odmítnutí a ne u všech žen je možné jej provést. Piercing neusnadňuje sexuální stimulaci a při tlaku může být nepříjemný. Obvykle se propichuje individuálně vyrobenou zakřivenou činkou nebo tyčinkou pro snížení rizika odmítnutí.
Christina piercing je moderního původu. První doložený byl proveden v 90. letech. Pojmenován byl, jak je v piercingovém průmyslu běžnou praxí, po první příjemkyni piercingu, ženě jménem Christina. Někdy se také označuje jako Venušin, kvůli umístění na Venušině pahorku.
Piercing se obvykle hojí za šest až devět měsíců od provedení. Podle použitého šperku i anatomie příjemkyně mohou nastat komplikace. V některých případech se provádí jako povrchový piercing. Další komplikace se mohou vyvinout v důsledku relativně dlouhého průpichu a v důsledku neustálého pohybu a tření. Christina piercing může být také náchylný k infekci.